# Beaucharmoy
Beaucharmoy est une ancienne commune française du département de la Haute-Marne en région Grand Est. Elle est associée à la commune du Châtelet-sur-Meuse depuis 1973.

## Toponymie
Le nom de la localité est attesté sous les formes Bel-Chalmei (1181) ; Belcharmoy (1538) ; Beaucharmoy (1769).

De l'oïl bel, « beau » et charmoi « ensemble de charmes ».

## Histoire
En 1789, ce village forme une enclave du Barrois en Champagne car il fait partie du bailliage de la Marche.
Le 1er avril 1973, la commune de Beaucharmoy est rattachée sous le régime de la fusion-association à celle de Pouilly-en-Bassigny qui devient Le Châtelet-sur-Meuse. 

## Politique et administration
| Période                                  | Période  | Identité       | Étiquette | Qualité |
| ---------------------------------------- | -------- | -------------- | --------- | ------- |
| 2002                                     | 2008     | Pierre Bertaux |           |         |
| 2008                                     | En cours | Pascal Gareau  |           |         |
| Les données manquantes sont à compléter. |          |                |           |         |

## Démographie
| 1866 | 1872 | 1876 | 1881 | 1886 | 1891 | 1896 | 1901 | 1906 |
| ---- | ---- | ---- | ---- | ---- | ---- | ---- | ---- | ---- |
| 273  | 269  | 243  | 233  | 216  | 204  | 187  | 177  | 169  |

| 1911 | 1921 | 1926 | 1931 | 1936 | 1946 | 1954 | 1962 | 1968 |
| ---- | ---- | ---- | ---- | ---- | ---- | ---- | ---- | ---- |
| 140  | 112  | 99   | 84   | 75   | 78   | 65   | 55   | 41   |

## Lieux et monuments
- Château, reconverti en chambre d'hôtes
- Église de l'Assomption
- Le « Relais des Mousquetaires », bâtiment datant de 1684 situé sur la place principale